# Epimadiza delattrei
Epimadiza delattrei är en tvåvingeart som beskrevs av Seguy 1953. Epimadiza delattrei ingår i släktet Epimadiza och familjen fritflugor.
Artens utbredningsområde är Elfenbenskusten. Inga underarter finns listade i Catalogue of Life.